# Charles-Louis-Félix Franchot
Charles-Louis-Félix Franchot (* 16. September 1809 in Saint-Venant; † 31. Juli 1881 in Ancerville (Meuse)) war ein französischer Konstrukteur und Erfinder. 
1836 meldete er ein Patent für seine Moderatorlampe an, die anderen Lampen aus den 1820er Jahren ähnlich war. Er ließ die Lampe von den Lampenfabrikant JAC (Rue du Faubourg-St. Martin 39) und Hadrot (Rue des Fossés-Montmartre) bauen. Nachdem die Gebrüder Levavasseur die Lampe nachgebaut hatten, urteilten die Richter 1845, dass Franchot an der Lampe nichts Neues erfunden hätte.
Seine Lampe musste mehrmals an einem Abend aufgezogen werden. Falls man dieses versäumte, verkohlte der Docht.
1854 erfand er einen dem Stirlingmotor ähnlichen Motor.